# Autumn (гурт, Нідерланди)
Autumn — нідерландська готик-метал-група.

## Учасники
Поточні учасники
- Ян Грійпстра — ударні (1996 – дотепер)
- Єнс ван дер Валк — гітара, бек-вокал (2002 – дотепер)
- Матс ван дер Валк — гітара, бек-вокал (2005 – дотепер)
- Ян Муннік — клавішні, програмування (2006 – дотепер)
- Моріс ван дер Ес — бас (2018 – дотепер)
- Мар'ян Велман — вокал (2008 – дотепер)
- Рональд Ланда — гітара, бек-вокал (2018 – дотепер)

Колишні учасники
- Мейндерт Штерк — бас, вокал (1995–2006)
- Берт Ферведа — гітари (1995–2001)
- Гільдебранд ван де Вуде — ударні (1995–1996)
- Менно Терпстра — клавішні (1996–2006)
- Велмоед Веерсма — вокал, флейта (1996–1999)
- Ніенке де Йонг — вокал (1999–2008)
- Єрун Баккер — гітари (1999–2001)
- Джаспер Коендерс — гітара, флейта (2001–2005)
- Джером Врілінк — бас (2006–2012)
- Кевін Сторм — бас (2012–2018)

## Історія групи
Група «Autumn» утворилася в 1995 році. Її дебютний альбом «When lust evokes the curse», випущений Sony Music/Epic у 2002 році, помістив «Autumn» на один щабель з колегами по жанру After Forever і Within Temptation — груп, яких «Autumn» підтримувала в турне. Супроводжуючи цей реліз, група зіграла безліч хедлайнерських шоу й успішних виступів на фестивалях, зокрема, появи на фестивалях Dynamo, Lowlands, Metalfest, Fields Of Rock і M'era Luna в Німеччині.
Наприкінці 2003 року «Autumn» зробила перерву у виступах, щоб зосередитися на написанні нових пісень.
Група почала роботу влітку 2004 року з продюсерами Ніко Аутхейзе і Сібом ван дер Плугом у студії «SyCo». «Як Ніко, так і Сіб справили на „Autumn“ катарсичний ефект. Вони змогли змусити нас звучати так, як ми хотіли звучати. Вперше повний процес запису був дуже розслаблюючим досвідом. У них є дар зробити так, щоб музиканти відчували себе впевненими, стимулюючи кожного досягати найкращого, що він може», — повідомляє Мейндерта. Внаслідок цього «Summer's end» випромінював упевненість та енергію.
Гурт вирушає в турне нідерландськими клубами та приєдналася до «Within Temptation» на бельгійському та німецькому етапах їх туру «The Silent Force». Результатом цього в лютому 2005 року стало двотижневе, надзвичайно успішне турне головними містами Німеччини на підтримку релізу «Summer's End» (виданого Universal). Заради подальшої розкрутки «Summer's End» група в квітні 2005 року випустила свій перший сингл, редаговану версію альбомного треку «Gallery Of Reality». На підтримку вийшло відео, заради якого група працювала в команді з нідерландською медіа-компанією «Револьвер», яка спеціалізується на фільмах, у тому числі документальних, радіопередачах і анімації.
З випуском синглу і значною кількістю шоу та фестивалів у наступні місяці групу можна було бачити в команді з Within Temptation.
Група змінила склад. Особливою втратою можна вважати відхід Мейндерта, який був від заснування і писав тексти й музику, а також оформлював обкладинки альбомів. У вокалістки Нінке з'явилася ще одна група під назвою «Dejafuse».
У травні 2007 року виходить новий альбом під назвою «My New Time», заради якого група підписалася на Metal Blade Records. Одинадцять пісень було записано на Graveland Studio з продюсером Арно Крабманом.

## Дискографія

### Студійні альбоми
| Назва                      | рік  | лейбл                             |
| -------------------------- | ---- | --------------------------------- |
| When Lust Evokes the Curse | 2002 | Pink Records / Sony Music         |
| Summer's End               | 2004 | The Electric Co./ Universal Music |
| My New Time                | 2007 | Metal Blade Records               |
| Altitude                   | 2009 | Metal Blade Records               |
| Cold Comfort               | 2011 | Metal Blade Records               |

### Інші релізи
| Назва              | рік  | Тип       | лейбл                            |
| ------------------ | ---- | --------- | -------------------------------- |
| Samhain            | 1997 | демозапис | самостійний реліз                |
| Gallery of Reality | 2005 | сингл     | The Electric Co./Universal Music |